# Nguyễn Lam (cầu thủ bóng đá)
Nguyễn Lam (sinh ngày 26 tháng 12 năm 1997) là một cầu thủ bóng đá người Việt Nam đang thi đấu ở vị trí tiền vệ cho câu lạc bộ V.League 2 Bình Phước.